# توماس هيلفيغ
توماس هيلفيغ (بالدنماركية: Thomas Helveg)‏ مواليد 24 يونيو 1971 في أودنسه، هو لاعب كرة قدم دانمركي دولي سابق كان يلعب كمدافع. سبق له أن لعب في كأس العالم لكرة القدم مع منتخب بلاده. لعب خلال مسيرته 480 مباراة سجل خلالها 10 أهداف.

## مرحلة الشباب

### أندية لعب لها
- نادي أودنسه

## المسيرة الاحترافية

### أندية لعب لها
- نادي أودنسه
- نادي أودينيزي
- إيه سي ميلان
- إنتر ميلان
- نورويتش سيتي
- بوروسيا مونشنغلادباخ

## روابط خارجية
- توماس هيلفيغ على موقع الاتحاد الدولي (مؤرشف)  (الإنجليزية)
- توماس هيلفيغ على موقع الاتحاد الأوربي (الإنجليزية)
- توماس هيلفيغ على موقع قاعدة بيانات كرة القدم.إي يو (الإنجليزية)
- توماس هيلفيغ على موقع ليكيب (الفرنسية)
- توماس هيلفيغ على موقع ناشيونال فوتبول تيمز (الإنجليزية)
- توماس هيلفيغ على موقع عالم كرة القدم.نت (الإنجليزية)
- توماس هيلفيغ على موقع أوليمبيديا (الإنجليزية)